# Calimesa (Kalifornija)
Calimesa je grad u američkoj saveznoj državi Kalifornija. Prema popisu stanovništva iz 2010. u njemu je živjelo 7,879 stanovnika.